# MKS Dąbrowa Górnicza (koszykówka)
MKS Dąbrowa Górnicza (koszykówka) – polski klub koszykarski z Dąbrowy Górniczej powstały w 1992 roku jako pierwsza, obok sekcji piłki nożnej, sekcja klubu MKS Dąbrowa Górnicza (do 2008 roku noszącego nazwę MMKS Dąbrowa Górnicza). Od sezonu 2014/2015 występuje w rozgrywkach Orlen Basket Liga.

## Historia

### Początki (1992–2008)
Sekcja koszykarska klubu MKS Dąbrowa Górnicza (wówczas MMKS Dąbrowa Górnicza) powstała jako pierwsza, obok piłki nożnej, z jego sekcji. Do 2003 roku występowała w rozgrywkach ligowych na poziomie lokalnym. Na szczeblu centralnym klub ten gra nieprzerwanie od sezonu 2003/2004, gdy występował w II lidze. W debiutanckim sezonie na tym poziomie rozgrywek zajął 9. pozycję.
Na tym szczeblu MKS występował przez kolejne 4 sezony, zajmując kolejno 3. (sezon 2004/2005), 4. (2005/2006), 2. (2006/2007) i 1. (2007/2008) miejsce. Dzięki zwycięstwu w ostatnich z tych rozgrywek, po pokonaniu w finale fazy play-off 2:1 koszykarskiej sekcji AZS-u AWF-u Katowice, MKS awansował do I ligi.

### I liga (2008–2014)
Na drugim poziomie rozgrywkowym zespół z Dąbrowy Górniczej występował przez kolejne 6 sezonów. Po sezonie 2007/2008 zmienił swoją nazwę z dotychczasowego MMKS-u na MKS. W pierwszym sezonie w I lidze (2008/2009), podobnie jak we wcześniejszym debiucie w II lidze, MKS nie awansował do fazy play-off i uplasował się na 9. pozycji.
W sezonie 2009/2010 zespół w sezonie zasadniczym zajął 3. miejsce, a następnie w półfinale play-offów odpadł z Siarką Tarnobrzeg, przegrywając w decydującym o awansie do Polskiej Ligi Koszykówki spotkaniu różnicą 4 punktów. MKS przegrał wówczas także rywalizację o brązowy medal I ligi z ŁKS-em Łódź i uplasował się ostatecznie na 4. pozycji.
Podobnie było rok później (2010/2011), gdy zespół z Dąbrowy Górniczej, po zajęciu 2. miejsca w sezonie zasadniczym, ponownie odpadł w półfinale play-offów po przegraniu decydującego o awansie meczu (mimo wcześniejszego prowadzenia z ŁKS-em w serii do trzech wygranych spotkań 2:0), a następnie przegrał w rywalizacji o 3. pozycję, tym razem z Sokołem Łańcut.
Po dużych zmianach kadrowych w sezonie 2011/2012 MKS zajął w fazie zasadniczej 7. pozycję, jednak w play-offach zajął 3. miejsce, najlepsze w historii startów klubu na tym poziomie rozgrywkowym.
W kolejnych dwóch sezonach zespół z Dąbrowy Górniczej zajmował po sezonie zasadniczym odpowiednio 2. (2012/2013) i 5. miejsce (2013/2014), jednak w obu przypadkach odpadał w ćwierćfinałach fazy play-off, będąc odpowiednio klasyfikowanym na koniec sezonu na 5. (2012/2013) i 6. (2013/2014) pozycji.

### Polska Liga Koszykówki (od 2014)
Od marca 2014 roku MKS toczył rozmowy w sprawie dołączenia do rozgrywek Polskiej Ligi Koszykówki. 18 czerwca klub otrzymał oficjalne zaproszenie do występów w tej klasie rozgrywkowej. Ostatecznie pod koniec lipca 2014 roku MKS otrzymał licencję na występy w Polskiej Lidze Koszykówki w sezonie 2014/2015.
W najwyższej klasie rozgrywkowej drużyna z Dąbrowy Górniczej zadebiutowała 4 października 2014 roku, przegrywając domowy mecz z Treflem Sopot 67:83. Pierwsze zwycięstwo odniosła w 4. kolejce sezonu 2014/2015, pokonując na wyjeździe Jezioro Tarnobrzeg 109:101. Debiutancki sezon na tym szczeblu rozgrywkowym MKS zakończył na 10. pozycji, z bilansem 10 zwycięstw i 20 porażek.

## Hala
Od wiosny 2004 roku klub występuje w Hali Centrum, położonej przy Alei Róż 3 w Dąbrowie Górniczej i mogącej pomieścić 2944 widzów. Wcześniej MKS swoje mecze rozgrywał w obiekcie Zespołu Szkół nr 4, położonym w dzielnicy Łęknice.

## Nagrody i wyróżnienia
I skład I ligi
- Marek Piechowicz (2011)
- Adam Lisewski (2011)
- Michał Wołoszyn (2012, 2013)

## Zawodnicy

### Obcokrajowcy
Stan na 15 kwietnia 2023.

- Ken Brown  (2014/2015)
- Myles McKay  (2014/2015)
- Dalton Pepper  (2014/2015)
- David Weaver  (2014/2015)
- Todd O'Brien  (2015)
- Rashaun Broadus  (2015/2016)
- Sam Dower  (2015/2016)
- Dominik Mavra  (2015/2016)
- Drago Pašalić  (2015/2016)
- Eric Williams  (2015/2016)
- Kendall Gray  (2016)
- Roderick Trice  (2016)
- Laimonas Chatkevičius  (2016/2017)
- Kerron Johnson  (2016/2017)
- Witalij Kowałenko / (2016/2018)
- Byron Wesley  (2016/2017)
- Jeremiah Wilson  (2016/2017)
- Thomas Massamba  (2017)
- Aaron Broussard  (2017/2018)
- Paulius Dambrauskas  (2017/2018)
- Aleksandar Mladenović  (2017/2018)
- Jovan Novak  (2017/2018)
- D.J. Shelton  (2017/2018)
- Trey Davis  (2018/2019)
- Adris De León  (2018/2019)
- Deng Deng / (2018/2019)
- Cleveland Melvin  (2018/2019)
- Ben Richardson  (2018/2019)
- Robert Johnson  (2019)
- Darrell Harris / (2019/2020)
- Dominic Artis  (2019/2020)
- Michael Fraser  (2019/2020)
- Tavarius Shine  (2019)
- Bryce Douvier / (2019/2020)
- Evariste Shonganya  (2019)
- Justin Watts  (2019/2020)
- Tra Holder  (2020)
- Elijah Wilson  (2020/2021)
- Lee Moore  (2020/2021)
- Sacha Killeya-Jones  (2020)
- Josip Sobin  (2021/2022)
- Devyn Marble  (2021/2022)
- Joe Chealey  (2022/2023)
- Trevon Bluiett  (2022/2023)
- Martin Krampelj  (2022/2023)
- Gerry Blakes  (2023)

## Składy historyczne

### Skład 2017/2018
Stan na 17 marca 2018, na podstawie.
| Nr | Poz. | Nar.              | Nazwisko i imię        | Data urodzenia | Wzrost | Masa ciała |
| -- | ---- | ----------------- | ---------------------- | -------------- | ------ | ---------- |
| 1  | PG   | Polska            | Wieczorek, Patryk      | 1996-11-01     | 188 cm |            |
| 2  | G    | Stany Zjednoczone | Broussard, Aaron       | 1990-04-14     | 195 cm |            |
| 5  | C/F  | Serbia            | Mladenović, Aleksandar | 1984-12-02     | 208 cm | 117 kg     |
| 7  | PF   | Polska            | Gabiński, Michał       | 1987-02-11     | 202 cm |            |
| 8  | F    | Polska            | Majchrowski, Łukasz    | 1995-10-05     | 194 cm |            |
| 10 | SG   | Polska            | Pamuła, Piotr          | 1990-01-19     | 195 cm |            |
| 11 | G/F  | Polska            | Wołoszyn, Bartłomiej   | 1986-08-09     | 196 cm |            |
| 12 | C    | Polska            | Trojan, Jarosław       | 1993-08-20     | 207 cm |            |
| 13 | SF   | Polska            | Kucharek, Maciej       | 1993-07-20     | 204 cm |            |
| 15 | PF   | Ukraina           | Kowałenko, Witalij     | 1984-04-12     | 204 cm |            |
| 23 | PF   | Stany Zjednoczone | Shelton, D.J.          | 1991-04-04     | 208 cm |            |
| 24 | F    | Polska            | Piszczatowski, Patryk  | 1998-12-03     | 190 cm |            |
| 41 | C    | Polska            | Parzeński, Jakub       | 1991-12-03     | 212 cm |            |
| 44 | SG   | Litwa             | Dambrauskas, Paulius   | 1991-12-16     | 195 cm |            |
| 48 | G    | Serbia            | Novak, Jovan           | 1994-11-08     | 188 cm |            |
| 77 | PG   | Polska            | Chorab, Radosław       | 2000-12-15     | 185 cm |            |

Trener:  Jacek Winnicki
 Asystenci: Michał Dukowicz
W trakcie sezonu przyszli: Aleksandar Mladenović (18.12.2017), Jarosław Trojan (27.02.2018)

W trakcie sezonu odeszli: Thomas Massamba (29.11.2017)

### Sezon 2014/2015
| Nr | Poz. | Nar.              | Nazwisko i imię       | Data urodzenia | Wzrost | Masa ciała |
| -- | ---- | ----------------- | --------------------- | -------------- | ------ | ---------- |
| 2  | SF   | Polska            | Boryka, Dawid         | 1997-03-02     | 186 cm |            |
| 2  | PG   | Stany Zjednoczone | Brown, Ken            | 1989-10-24     | 180 cm |            |
| 3  | SG   | Polska            | Dziemba, Mateusz      | 1992-04-25     | 192 cm |            |
| 4  | PG   | Polska            | Piechowicz, Marcin    | 1993-03-19     | 198 cm |            |
| 5  | SG   | Polska            | Koelner, Jakub        | 1993-07-14     | 183 cm |            |
| 7  | SG   | Polska            | Małecki, Grzegorz     | 1984-05-12     | 195 cm |            |
| 8  | C/F  | Polska            | Piszczek, Maciej      | 1996-06-21     | 202 cm |            |
| 9  | SG   | Polska            | Majchrowski, Łukasz   | 1995-10-05     | 192 cm |            |
| 11 | G/F  | Polska            | Załucki, Jakub        | 1989-08-01     | 194 cm |            |
| 12 | C    | Polska            | Metelski, Adam        | 1983-11-26     | 206 cm |            |
| 13 | PF   | Polska            | Zmarlak, Paweł        | 1982-09-07     | 195 cm |            |
| 14 | C    | Polska            | Zieliński, Piotr      | 1983-01-31     | 200 cm |            |
| 15 | SG   | Stany Zjednoczone | McKay, Myles          | 1986-06-19     | 193 cm |            |
| 17 | G/F  | Polska            | Wit, Marcin           | 1995-04-22     | 186 cm |            |
| 21 | PF   | Polska            | Szymański, Przemysław | 1984-11-17     | 198 cm |            |
| 22 | SG   | Polska            | Wróbel, Bartosz       | 1995-08-10     | 190 cm |            |
| 23 | C    | Stany Zjednoczone | Weaver, David         | 1987-10-09     | 207 cm |            |
| 25 | PG   | Polska            | Wieczorek, Patryk     | 1996-11-01     | 187 cm |            |
| 32 | SF   | Stany Zjednoczone | Pepper, Dalton        | 1990-05-24     | 196 cm |            |

Trener:  Wojciech Wieczorek (trener koszykówki)
 Asystenci: Michał Dukowicz • Rafał Knap

## Rezerwy
MKS Dąbrowa Górnicza posiada również drużynę rezerw, która od sezonu 2014/2015 występuje w rozgrywkach II ligi. Jej celem jest dawanie młodym koszykarzom możliwości zdobywania doświadczenia, a najzdolniejszym szansę awansu do pierwszej drużyny. Zespół ten w przyszłości ma docelowo grać w I lidze.